# Iglesia del Divino Redentor (San Cristóbal)
La iglesia del Divino Redentor es un templo religioso bajo la advocación de Jesucristo, el Divino Redentor de la Unidad Vecinal en San Cristóbal, ciudad de San Cristóbal, estado Táchira, en Venezuela.
Obra del arquitecto venezolano José Fructoso Vivas Vivas en el año 1966. Es una edificación que resalta dentro de la comunidad, y se ha convertido en un hito dentro del ámbito urbano.

## Historia
La iglesia fue concebida con un significado específico; simboliza la vida, muerte y resurrección del hombre. El arquitecto propuso un muro de ladrillo que en planta se asemeja a una “S”, que asciende desde la casa cural y el bautisterio, definiendo posteriormente el espacio de la nave hasta llegar a un punto máximo de altura, donde se encuentra el campanario.
En el año 2004, esta edificación, junto a otras también importantes del sector, formó parte de un estudio Arquitectónico y Urbanístico, en el marco del XX Encuentro Nacional de Estudiantes de Arquitectura XX ENEA 2004, IV Encuentro Binacional de Estudiantes de Arquitectura (IV EBEA 2004), IV Premio Nacional de Estudiantes Carlos Raúl Villanueva y IV Bienal Nacional de Estudiantes de Arquitectura, realizado en la ciudad de San Cristóbal con la participación de Estudiantes de Arquitectura de Venezuela, Colombia y Ecuador.

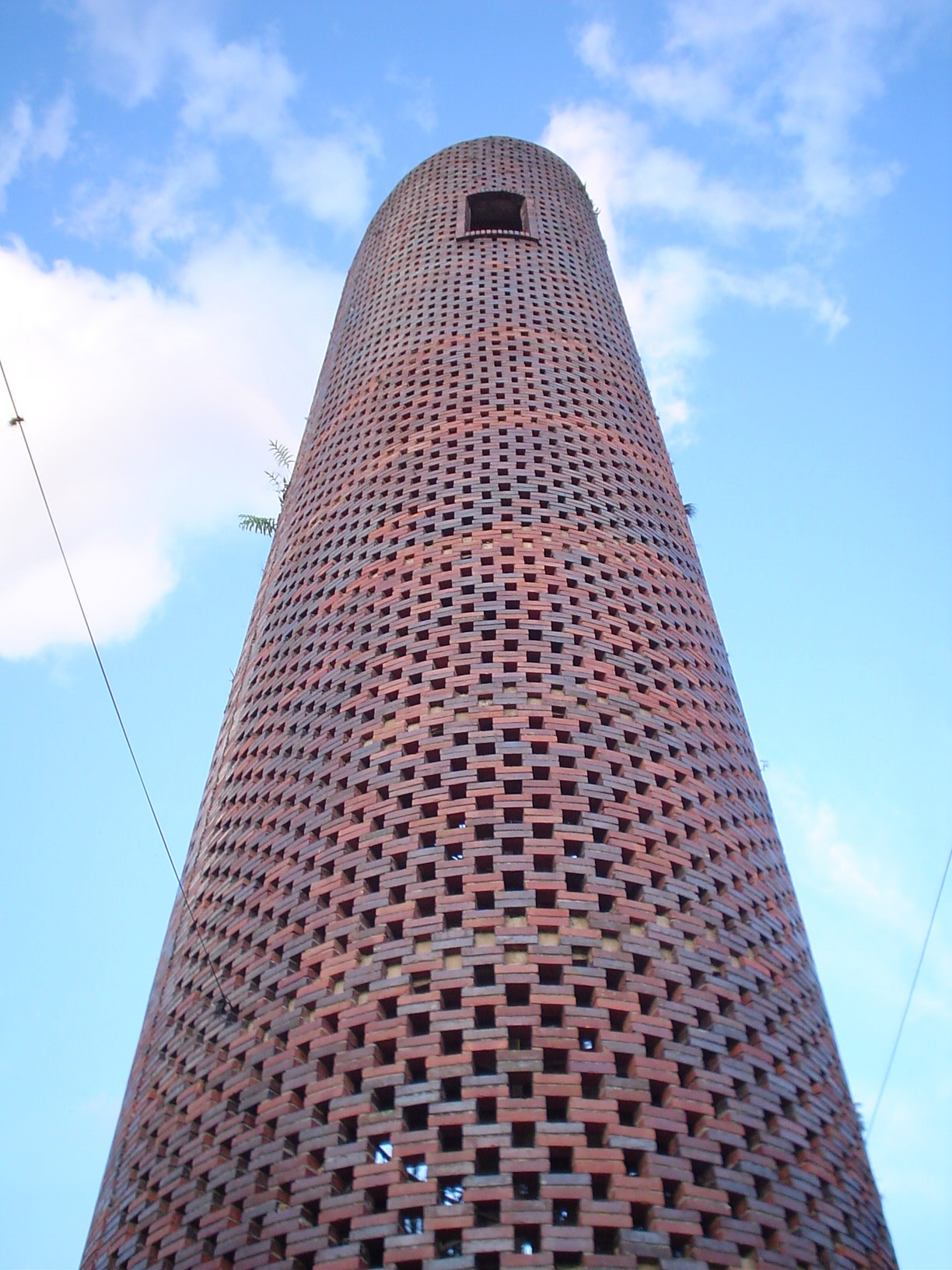
Vista de la Torre del Campanario. En ella se observa más en detalle las trabas de los ladrillos de arcilla, y sus diferentes colores.

## Construcción
Desde el punto de vista constructivo la edificación fue realizada con vigas y columnas de hormigón armado vaciado en sitio, muros revestidos con ladrillo macizo de arcilla, con diferentes trabas para lograr un tratamiento especial en la fachada, la cubierta fue realizada en madera sostenida por vigas de madera y tensores metálicos. La altura de la edificación varía entre cuatro y quince metros. En esta obra resaltan los detalles constructivos contenidos en la cubierta de la nave, que muestran un sistema aporticado de concreto armado y contiene una variedad de aparejos en los ladrillos de arcilla.
- Datos: Q5482545
- Multimedia: Iglesia del Divino Redentor (San Cristóbal) / Q5482545